# Кофу (город)
Ко́фу (яп. 甲府市 Ко:фу-си) — особый город Японии, административный, экономический, культурный и индустриальный центр префектуры Яманаси. Город известен изготовлением ювелирных и хрустальных изделий.
Площадь города составляет 212,41 км², население — 194 268 человек (1 августа 2014), плотность населения — 914,59 чел./км².

## История
Город был основан в 1519 году как крепостьТакэды Сингэна в провинции Каи.

## Символика
Цветком города считается гвоздика, деревом — дуб мирзинолистный, а птицей — обыкновенный зимородок.

## Породнённые города
Кофу породнён с шестью городами:
- Де-Мойн, США;
- Лодай, Калифорния, США;
- По, Франция;
- Чэнду, Китай;
- Яматокорияма, Япония;
- Чхонджу, Южная Корея.